# Phytala eurema
Phytala eurema är en fjärilsart som beskrevs av Carl Plötz 1880. Phytala eurema ingår i släktet Phytala och familjen juvelvingar. Inga underarter finns listade i Catalogue of Life.